# جيمس هيوستن
جيمس هيوستن هو صحفي كندي، ولد في 17 أغسطس 1820 في مدينة كيبك في كندا، وتوفي بنفس المكان في 21 سبتمبر 1854.